# 七老爺
七老爺，是臺灣高雄市鳳山區的一個傳統地域名稱，位於該區中部偏西南。相較於今日行政區，其範圍大致包括老爺里不含東北半部的西北狹長地帶、中崙里、中民里、中榮里、保安里、正義里不含西北端、二甲里不含最南端、一甲里東南大半部、富甲里最東端、富榮里不含西北角及西南端、南成里東北端、過埤里西北端、誠義里西南端、和興里西南端、新甲里東南端及西南端、新武里東南端。

## 歷史
台灣清治末期至日治初期，七老爺地區為一街庄，稱為「七老爺庄」，隸屬於大竹里。昔日該庄西南與五甲庄為鄰，西北與籬仔內庄、新甲庄為鄰，東北為道爺廍庄，東邊及東南邊與鳳山上里的灣仔頭庄、過埤仔庄為界。
1901年（日治明治三十四年）11月，該庄隸屬於鳳山廳。1909年（明治四十二年）10月，改隸屬於臺南廳。1920年（大正九年），該庄改制為「七老爺」大字，隸屬於高雄州鳳山郡鳳山街。大字下有「七老爺」、「一甲」小字名。
戰後鳳山街改制為鳳山鎮，隸屬於高雄縣，大字亦改制為里。1972年7月1日，鳳山鎮因人口突破十萬而改制為鳳山市。2010年12月25日，高雄縣市合併，原高雄縣鳳山市改制為高雄市鳳山區。

## 聚落
本地區發展較早的聚落有七老爺、一甲、中崙等，在日治期初期的官方地圖上已有記載。

## 學校
- 高雄市私立正義高級中學

### 國民中學
- 高雄市立鳳翔國民中學
- 高雄市立中崙國民中學
- 高雄市私立正義高級中學國中部

### 國民小學
- 高雄市立正義國民小學
- 高雄市立鳳翔國民小學
- 高雄市立中崙國民小學

### 腳註
1. 1 2 3  《臺灣堡圖》，臺灣總督府，1904年
2. ↑  《高雄縣鳳山市行政區域圖》，內政部，2005年11月
3. ↑  《高雄市前鎮區行政區域圖》，內政部，2007年8月
4. ↑  《新舊對照管轄便覽》，臺灣總督府